# بيل كرامر (لاعب كرة قاعدة)
بيل كرامر (بالإنجليزية: Bill Cramer)‏ هو لاعب كرة قاعدة أمريكي، ولد في 22 مايو 1891 في بيدفورد في الولايات المتحدة، وتوفي في 11 سبتمبر 1966 في فورت واين في الولايات المتحدة.

## وصلات خارجية
- بيل كرامر على موقعبيزبول رفرنس.كوم (الدوري الرئيسي) (الإنجليزية)
- بيل كرامر على موقعبيزبول رفرنس.كوم (الدوري الثانوي) (الإنجليزية)